# Lilo et Stitch (film, 2025)
Ne doit pas être confondu avec Lilo et Stitch.
Pour plus de détails, voir Fiche technique et Distribution.
Lilo et Stitch (Lilo & Stitch) est un film américain réalisé par Dean Fleischer Camp (en) et sorti en 2025. Il s'agit d'un remake en prise de vues réelles du film d'animation Lilo et Stitch, sorti en 2002.

## Synopsis
Sur le vaisseau de la Fédération galactique, le docteur Jumba Jookiba est condamné par le Grand Conseil galactique pour avoir créé une expérimentation génétique illégale baptisée expérience 6.2.6., une créature chaotique et indestructible avec des capacités d'apprentissage avancées. Après que 6.2.6 a insulté toute l’assemblée, Jumba est reconnu coupable et emprisonné, tandis que 6.2.6. est condamné à l'exil pour son comportement destructeur. Cependant, 6.2.6. s'échappe en volant un croiseur de police et en utilisant son hyperespace pour échapper à la Fédération. Lorsqu’ils découvrent que 6.2.6. va s’écraser sur l'île hawaïenne de Kaua'i, Jumba propose de l’envoyer en mission en échange de sa liberté, mais la présidente refuse et préfère détruire la terre. Pikly, un agent connaisseur de la terre, annonce alors que la planète est protégée pour la sauvegarde du moustique. La présidente n’a eu d’autre choix que d’accepter l’aide de Jumba à condition d'être sous la surveillance de Pikly afin de l’empêcher de nuire en liberté et qu'ils ne se fassent pas repérer par les humains.
Une fille hawaïenne imaginative et turbulente, nommée Lilo Pelekai, arrive en retard à sa représentation de hula et se fait insulter et bousculer par sa camarade Mertle à cause de l’absence de sa sœur Nani, Lilo se retrouve expulsée de l'école pour avoir poussé Mertle de la scène. De retour à la maison, une assistante sociale, Mme Kekoa, lui rend visite et trouve Nani inapte à s'occuper d'eux depuis la mort de leur parents. Elle exige donc que Nani accomplisse des tâches avant sa prochaine entrevue. 6.2.6. s'écrase près d’une centrale électrique et s’en sert pour désactiver son collier de sécurité avant de semer le chaos dans une réception de mariage pour un gâteau et de se faire écraser par un bus touristique.
Le lendemain, Jumba et Pikly arrivent sur Terre et prennent des apparences humaines pour se camoufler.
Parallèlement, des agents de la CIA, dirigés par Cobra Bubbles, débarquent pour enquêter sur le crash qui a eu lieu la nuit dernière. En apprenant que Lilo veut un ami, leur voisin Tūtū emmène Lilo au refuge pour animaux où 6.2.6. est gardé après son accident. Réalisant que Jumba et Pikly sont après lui et qu’ils ont interdiction de tuer un humain, 6.2.6. se fait passer pour un chien et permet à Lilo de l'adopter pour assurer sa protection. Après que 6.2.6. réalise qu’il  est coincé sur une île, l’expérience et Lilo deviennent très vite complices dans des farces avant d’accompagner Nani à son travail de lūʻau avec son ami David Kawena. Lilo nomme 6.2.6. "Stitch" après que Nani ait commenté le fait de devoir coudre un siège d'auto qu'il a déchiré. Ils apprécient la station, mais Stitch provoque accidentellement un incendie de table qui entraine la perte de l’emploi de Nani.
Après avoir relié les indices qui pointent vers Stitch et avoir appris les problèmes sociaux des Pelekai, Bubbles se fait passer pour un éducateur avec Kekoa afin de prélever un échantillon d’ADN de Stitch. Kekoa exige que Nani trouve immédiatement un nouvel emploi. Malgré les entretiens, elle est rejetée à cause des pitreries de Lilo et Stitch lorsqu’il essaie de faire des choses gentilles. Lilo aide Nani à être embauchée comme monitrice de surf. Alors que les deux sœurs surfent avec Stitch malgré sa peur de l’eau, Jumba et Pikly débarquent en jet ski et tentent sans succès de capturer l’expérience, ce qui provoque le décontenancement des Pelekai lorsque Stitch noya Lilo alors qu’il s’apprêtait à couler, étant donné qu'il ne peut pas flotter.
Après le rétablissement de Lilo, Kekoa explique à Nani que le gouvernement hawaïen peut couvrir les frais d'assurance maladie si elle renonce à sa tutelle, ce qu'elle accepte à contrecœur. Alors que les sœurs partagent une dernière nuit ensemble, Stitch réalise les actions qu’il a infligées aux Pelekai et décide de retourner au refuge pour animaux. Pendant ce temps, la présidente, frustrée par l'échec pour capturer Stitch et que les humains soient au courant de leur existence, annule son accord avec Jumba et ordonne à Pikly de le conduire en prison. Cependant, Jumba téléporte Pikly ailleurs pour qu’il puisse capturer Stitch à sa manière.
Kekoa et Bubbles arrivent le lendemain matin pour découvrir que Lilo s'est échappée de sa chambre. Tout le monde se met alors à sa recherche. Lilo retrouve Stitch à l'abri, mais Jumba arrive pour le capturer. Cependant, ce dernier réussit à le piéger dans un portail infini. Ils se réfugient vers la maison des Pelekai, mais Jumba réussit à se libérer du piège avec sa véritable apparence et à les rattraper jusqu’à chez eux, tout en détruisant presque complètement leur maison. Pendant le combat, Jumba insinue que Stitch se servait de Lilo pour assurer sa protection, ce qui finit par le pousser, honteux, à se rendre à Jumba.
Alors que tout le monde revient à la maison des Pelekai en ruine, Pikly débarque sous sa véritable apparence mais Bubbles l’arrête afin de l’interroger. Alors Nani le persuade de les aider à retrouver Lilo. À bord du vaisseau spatial de Jumba, le génie diabolique compte effacer la nouvelle empathie de Stitch pour sa nouvelle expérience : 6.2.7., plus cruelle et destructrice. Cependant, Lilo se faufile à bord, libère Stitch, et ils éjectent Jumba du vaisseau avant qu’il ne s’écrase dans l'océan, piégeant alors Lilo et Stitch sous l'eau. Stitch la sauve, mais comme il ne peut pas nager à la surface, il la relâche pour la laisser émerger et se noie.
Nani et David sauvent Lilo, mais elle refuse de quitter Stitch. David ramène Lilo à terre pendant que Nani revient pour sauver Stitch en avançant vers le bord depuis le fond de la mer. Ils atteignent le rivage, mais Stitch reste inanimé. Les amis réaniment Stitch en lui infligeant une grosse décharge électrique grâce à la voiture de Nani. Peu de temps après, la présidente du grand conseil arrive, arrête Jumba et s’apprête à arrêter Stitch. Mais voyant qu’il a changé de comportement, que Pikly se porte garant pour Stitch, et que Bubbles jure de garder le secret à ses supérieurs, la présidente accepte de laisser Stitch en exil sur Terre avec sa ohana (famille).
Tout le groupe rentre chez lui. Kekoa annonce à Nani qu'elle peut donner la tutelle de Lilo à David et Tūtū pour qu’elle reste à la maison et pour que Nani puisse aller à l'Université de biologie marine qu’elle refuse d’intégrer pour veiller sur Lilo. Tout le monde la persuade d’y aller. La ohana répare ensuite la maison et vit heureux ensemble. Nani intégre l'Université de Californie à San Diego tout en rendant quelques visites à Lilo et Stitch à Kaua'i grâce au canon à portail de Jumba.

## Fiche technique
Sauf indication contraire, les informations mentionnées dans cette section peuvent être confirmées par la base de données cinématographiques IMDb,  présente dans la section « Liens externes ».
- Titre original : Lilo & Stitch
- Titre français : Lilo et Stitch
- Réalisation : Dean Fleischer Camp (en)
- Scénario : Chris Kekaniokalani Bright et Mike Van Waes, d'après Lilo et Stitch de Dean DeBlois et Chris Sanders
- Musique : Dan Romer
- Décors : Todd Cherniawsky
- Costumes : Wendy Chuck
- Photographie : Nigel Bluck
- Montage : N/A
- Production : Jonathan Eirich et Dan Lin

Producteurs délégués : Ryan Halprin, Tom C. Peitzman et Louie Provost
Producteur associé : Kurt Humphreys
- Société(s) de production : Walt Disney Pictures et Rideback
- Société(s) de distribution : Walt Disney Studios Motion Pictures
- Budget : N/A
- Pays de production :  États-Unis
- Langue originale : anglais
- Format : couleur
- Genre : comédie, aventures, science-fiction
- Dates de sortie[1] : 
  - France : 21 mai 2025
  - États-Unis : 23 mai 2025
- Classification[2] :
  - France : tous publics

## Distribution
- Chris Sanders (VF : Emmanuel Garijo ; VQ : Martin Watier) : Stitch (voix)
- Maia Kealoha (VF : Charlie Dassin ; VQ : Philomène Ladouceur) : Lilo Pelekaï
- Sydney Agudong (VF : Camille Donda ; VQ : Célia Gouin-Arsenault) : Nani Pelekaï
- Zach Galifianakis (VF : Xavier Fagnon ; VQ : Tristan Harvey) : Dr Jumba Jookiba (voix)
- Billy Magnussen (VF : Antoine Schoumsky ; VQ : Nicholas Savard L’Herbier) : l'agent Pikly (VF), Pleakley (VQ et VO) (voix)
- Kaipo Dudoit (VF : Emmanuel Garijo ; VQ : Gabriel Favreau) : David Kawena
- Tia Carrere (VF : Nathalie Homs ; VQ : Hélène Mondoux) : Mme Kekoa[n 1]
- Courtney B. Vance (VF : Frantz Confiac ; VQ : Patrick Chouinard) : Cobra Bubbles (VF et VO), Cobra Bubulles (VQ)
- Hannah Waddingham (VF : Daria Levannier ; VQ : Mélanie Laberge) : la présidente du Grand Conseil (voix)
- Amy Hill (VF : Marie-Martine ; VQ : Chantal Baril) : Tūtū
- Jason Scott Lee (VF : Serge Faliu) : le manager lūʻau[n 2]

 Source et légende : version française (VF) sur RS Doublage , Fun Radio et le carton cinématographique du doublage français.

## Production

### Genèse et développement
En octobre 2018, il est révélé que Walt Disney Pictures développe un remake en prise de vues réelles de Lilo et Stitch, à l'instar de ses récentes productions Le Livre de la jungle (2016) et La Belle et la Bête (2017). Il est précisé que le script sera adapté par Mike Van Waes. Dan Lin et Jonathan Eirich produisent le film avec Ryan Halprin comme coproducteur,,. En novembre 2020, Jon M. Chu est annoncé en négociation pour le poste de réalisateur, alors que Mike Van Waes a quitté le projet. Le studio est alors en quête d'un nouveau scénariste,. Jon Chu part finalement sur d'autres projets. En juillet 2022, c'est Dean Fleischer Camp (en) qui est choisi comme réalisateur. Chris Kekaniokalani Bright est alors évoqué pour réécrire le script. Sa présence est officiellement confirmée en février 2023.
Le projet est un temps développé sous le titre de travail Bad Dog, une référence au fait que Stitch, qui se comporte toujours mal, est pris et adopté comme un chien.

### Attribution des rôles
Chris Sanders, coscénariste et coréalisateur du film original, révèle dans une interview de septembre 2022 que Disney ne l'avait pas encore approché pour reprendre le rôle de Stitch, bien qu'il ajoute qu'il était toujours prêt à revenir.
En novembre 2022, il est révélé qu'un casting call a été lancé, relayé par la Coalition of Asian Pacifics in Entertainment (en).
En février 2023, Zach Galifianakis rejoint le film dans un rôle non spécifié. Si The Wrap rapporte à ce moment-là qu'il prêtera sa voix à Pleakley, The Hollywood Reporter annonce en avril 2023 qu'il doublera plutôt le Dr Jumba Jookiba. En mars, Maia Kealoha avait été sélectionnée et annoncée pour interpréter le personnage de Lilo Pelekai.
En avril 2023, Billy Magnussen est choisi pour prêter sa voix à l'agent Pleakley, alors que Sydney Agudong est sélectionnée pour interpréter le personnage de la sœur de Lilo, Nani Pelekai. Peu après, Kahiau Machado est annoncé dans le rôle de David Kawena et Courtney B. Vance dans celui de Cobra Bubbles,.
Toujours en avril 2024, Tia Carrere, qui prêtait sa voix à Nani dans le film original et la série Lilo et Stitch, la série, est annoncée pour incarner cette fois Mme Kekoa. Amy Hill, qui doublait Mme Hasagawa dans le film et la série d'animation, est confirmée pour incarner un personnage inédit, Tūtū. Il est par ailleurs précisé que les négociations sont en cours pour le retour de Chris Sanders pour la voix de Stitch.
Les choix des acteurs Sydney Agudong et Kahiau Machado provoquent certaines réactions négatives sur les réseaux sociaux. Disney est ainsi accusé par certains internautes de colorisme et de whitewashing avec des acteurs à la peau plus claire que les personnages du film d'animation d'origine,. La jeune actrice Sydney Agudong, métisse élevée à Kauai (lieu principal de la franchise Lilo & Stitch) d'une mère caucasienne et d'un père philippin,,, reçoit sur son compte Instagram des messages la critiquant pour avoir accepté le rôle,. Par ailleurs, des commentaires de Kahiau Machado jugés racistes sont exhumés par des internautes. Disney le remplace finalement par Kaipo Dudoit,,. Kahiau Machado publiera ensuite des excuses sur son compte Instagram le 27 avril 2023.
En juin 2023, Jason Scott Lee, qui doublait David Kawena dans le film original et dans Lilo et Stitch 2 (2005), révèle dans le podcast Kyle Meredith With… qu'il fera un caméo dans le rôle du manager de Nani et David,.

### Tournage
Initialement prévu mars 2023, le tournage débute finalement le mois suivant. Cependant, il est à nouveau retardé quand, le 16 avril 2023, un incendie se déclare dans une caravane du camp de base du tournage du film à Haleiwa, causant environ 200 000 $ de dégâts,,. L'enquête est confiée au Honolulu Police Department qui détermine qu'il s'agit d'un incendie volontaire,,,.
Alors que le tournage démarre enfin, il est à nouveau stoppé mi-juillet 2023, en raison de la grève SAG-AFTRA. Les prises de vues reprennent en février 2024 et s'achèvent le mois suivant. Le tournage se sera déroulé principalement sur les îles d'Oahu et Kaneohe.
Les effets spéciaux sont réalisés par Industrial Light & Magic.

## Sortie et accueil

### Promotion
Un premier aperçu du nouveau design de Stitch est dévoilé lors de la convention D23 le 9 août 2024,. Celui-ci est bien accueilli notamment par Screen Rant and Collider,. Le 8 novembre 2024, lors du D23 au Brésil, Disney publie une photographie du film montrant Stitch et Lilo,. Le 22 novembre, Disney dévoile une première affiche teaser montrant Stitch en très gros plan. Une première bande-annonce est publiée trois jours plus tard. Très courte, elle montre Stitch détruisant un château de sable semblable au logo Disney,. Le 27 novembre 2024, jour de la sortie de Vaiana 2, une nouvelle affiche est dévoilée dans laquelle Stitch est avec un Kakamora de la franchise Vaiana dans sa bouche. Le 18 décembre, deux jours avant la sortie de Mufasa : Le Roi lion, une autre affiche crossover est publiée montrant Stitch tenu en l'air par Rafiki.

### Date de sortie
En novembre 2020, une sortie sur Disney+ était envisagée,. En novembre 2022, il est confirmé lors des castings que le film sortira bien sur la plateforme de streaming. En août 2024, il est finalement annoncé que le film sortira en salles à l'été 2025. En octobre 2024, il est révélé que la sortie américaine est fixée au 23 mai 2025.

### Box-office
| Pays ou région | Box-office        | Date d'arrêt du box-office | Nombre de semaines |
| -------------- | ----------------- | -------------------------- | ------------------ |
| France         | 5 094 098 entrées | en cours                   | 12                 |
| Total mondial  |                   | -                          | -                  |